# Campionato argentino di rugby a 15 1985
Il Campionato argentino di rugby a 15 1985 fu vinto per la prima volta dalla selezione di Tucumán  che ha battuto in finale la selezione della Unione di Buenos Aires.

## Preliminari
Buenos Aires qualificato direttamente alle semifinali.

### Zona A
| 1.Turno  |            |   |        |         |                    |
| 21 sett. | Austral    | - | Chubut | 24 - 14 | Comodoro Rivadavia |
| 21 sett. | Alto Valle | - | Sur    | 15 - 13 | Comodoro Rivadavia |

| Finale 1. posto |        |   |            |        |                    |
| 24 sett.        | Chubut | - | Alto Valle | 6 - 30 | Comodoro Rivadavia |

### Zona B
| PRELIMINARE |       |   |       |         |       |
| 24 sett.    | Jujuy | - | Salta | 13 - 52 | Jujuy |

| 1.Turno  |          |   |          |         |          |
| 21 sett. | San Juan | - | Salta    | 20 - 13 | San Juan |
| 21 sett. | Cuyo     | - | Santa Fe | 23 - 16 | San Juan |

| Finale 1. posto |          |   |      |        |          |
| 24 sett.        | San Juan | - | Cuyo | 6 - 28 | San Juan |

### Zona C
| 1.Turno  |                     |   |          |        |          |
| 28 sett. | Santiago del estero | - | Córdoba  | 3 - 65 | Santiago |
| 28 sett. | Tucumán             | - | Misiones | 49 - 6 | Santiago |

| Finale 1. posto |         |   |         |         |          |
| 28 sett.        | Tucumán | - | Córdoba | 38 - 19 | Santiago |

### Zona D
| 1.Turno  |               |   |            |        |               |
| 28 sett. | Mar del Plata | - | Noreste    | 3 - 65 | Mar del Plata |
| 28 sett. | Rosario       | - | Entre Rios | 49 - 6 | Mar del Plata |

| Finale 1. posto |         |   |         |         |               |
| 28 sett.        | Tucumán | - | Córdoba | 38 - 19 | Mar del Plata |

### Interzonale
| INTERZONALE |            |   |      |        |         |
| 24 sett.    | Alto Valle | - | Cuyo | 6 - 58 | Neuquén |

## Semifinali
| SEMIFINALI |              |   |               |         |              |
| 5 ott.     | Buenos Aires | - | Cuyo          | 58 - 9  | Buenos Aires |
| 5 ott.     | Tucumán      | - | Mar del Plata | 35 - 12 | Buenos Aires |

## Finale
| Arbitro: | Miguel Angel Peyrone (Rosario) |

| |            | |
| | mt         | Marcelo Ricci |
| Hugo Porta 3 | c.p.       | Lucas Perro 3 |
| 15.Bernardo Miguen 14.Fernando Ibarrola 13.Marcelo Loffreda 12. Rafael Madero 11.Marcelo Campo 10. Hugo Porta (Cap.) 9.Martín Yanguela 8.Marcos Giana 7.Gabriel Traveglini 6.Marcos Baeck 5.Roberto Cobello 4.Joaquín Uriarte 3.Pablo Devoto 2.Claudio Granno 1.Daniel Sanés. | Formazioni | 15.José Ríos 14.Juan Soler 13.Gabriel Terán 12.Alvaro Carrizo 11.José Gianotti 10.Lucas Perro 9.Pedro Merlo 8.José Santamarina 7.Marcelo Ricci (Cap.) 6.Pedro Garreton 5.Roberto De Luce 4.Sergio Bunader 3.Ricardo Horte 2.Ricardo Lefort 1.Luto Molina. |